# Võ Thị Kim Chi
Võ Thị Kim Chi (ur. 2000) – wietnamska zapaśniczka walcząca w stylu wolnym. Złota medalistka mistrzostw Azji Południowo-Wschodniej w 2022 roku.